# Melezio II di Costantinopoli
Melezio II, o Melezio II di Costantinopoli (Μελέτιος Β΄; Tenedo, XVIII secolo – Istanbul, 5 gennaio 1780), è stato un arcivescovo ortodosso greco, patriarca ecumenico di Costantinopoli dal 1768 al 1769.

## Biografia
Dal 1750 al 1768 fu metropolita di Larissa fino al 16 novembre, quando fu intronizzato come nuovo patriarca.
Deposto durante la rivolta Orlov ed esiliato a Mitilene, nel 1775 ottenne dal sultano Mustafa III il permesso di rientrare a Tenedo e, due anni dopo, a Istanbul, dove morì privo di carica.
Probabilmente sepolto a Tenedo, verso la fine del XX secolo parti frammentarie della sua lapide furono scoperte nel giardino della North Bank, una villa di Muswell Hill, nei dintorni di Londra, dove forse furono trasferite agli inizi del XIX secolo.
Nel 2013 la pietra tombale fu riportata ad Istanbul e restituita al Patriarcato ecumenico.